# Варавин, Виктор Викторович
Виктор Викторович Варавин (род. 23 мая 1967, Пермь) — российский шахматист, гроссмейстер (1995). Тренер.

## Биография
Чемпион РСФСР среди юношей (1980), неоднократный чемпион Пермской области.
Победитель международного турнира в Будапеште (1995 г.).
Работает тренером. В числе подопечных были сестры Полгар, сборная Сингапура, чемпионки России среди девочек Д. Самигуллина и Г. Мироненко.

## Таблица результатов
| Год  | Город    | Турнир                | + | − | = | Результат | Место |
| ---- | -------- | --------------------- | - | - | - | --------- | ----- |
| 1994 | Элиста   | 47-й чемпионат России | 3 | 3 | 5 | 5½ из 11  | 24—31 |
| 1995 | Будапешт | Международный турнир  |   |   |   | 7½ из 11  | 1—2   |
| 1996 | Элиста   | 49-й чемпионат России | 3 | 6 | 2 | 4 из 11   | 46—49 |
| 2000 | Самара   | 53-й чемпионат России | 2 | 4 | 5 | 4½ из 11  | 45—54 |